# Parapsectrocladius longistylus
Parapsectrocladius longistylus är en tvåvingeart som beskrevs av Peter Scott Cranston 2000. Parapsectrocladius longistylus ingår i släktet Parapsectrocladius och familjen fjädermyggor. Inga underarter finns listade i Catalogue of Life.